# Éverton Santos
Éverton Santos (født 14. oktober 1986) er en tidligere brasiliansk fodboldspiller.